# Taihaku-ku
Taihaku (太白区, Taihaku-ku) est l'un des cinq arrondissements de la ville de Sendai au Japon. Il est situé au sud de la ville.
En 2016, sa population est de 226 630 habitants pour une superficie de 228,39 km2, ce qui fait une densité de population de 992 hab./km2.

## Transport publics
L'arrondissement est desservi par les lignes de métro Namboku et Tōzai, ainsi que par la ligne principale Tōhoku. 